# Central térmica Campo de Gibraltar
Campo de Gibraltar  es una central termoeléctrica de ciclo combinado de gas natural situada en el Campo de Gibraltar en el término municipal de San Roque (Cádiz) España. Cuenta con una potencia instalada de 800 MW y es propiedad de la empresa Nueva Generadora del Sur, integrada por Naturgy y Cepsa.
Se encuentra en el interior de la refinería de Gibraltar-San Roque.

## Situación
La central se encuentra en el interior de la refinería de Gibraltar-San Roque, en la zona industrial del municipio de San Roque, donde existen otras 3 centrales térmicas de gran potencia. Esta central en concreto es próxima a la central térmica Bahía de Algeciras, de características muy similares. En el polígono de Guadarranque (San Roque) se ubica la central de ciclo combinado de San Roque, otra instalación similar.

## Descripción
La central pertenece a la empresa Nueva Generadora del Sur, creada especialmente para construir y gestionar la central y que pertenece a partes iguales a Naturgy y Cepsa, propietaria de la refinería.
Dispone de dos grupos, cada uno con una turbina de gas de 400 MW de potencia. El grupo de cogeneración, capaz de producir 226 toneladas de vapor cada hora, no se utiliza para generar electricidad sino que el vapor alimentado siempre independientemente y mantiene en funcionamiento los equipos de la refinería de Gibraltar-San Roque.